# Culturcide
Culturcide ist eine experimentelle Punk-/Post-Punk-/Noise-Band mit deutlichem Industrial-Einschlag aus Houston, Texas (USA).

## Geschichte
Culturcide entstand aus den Überresten der Houstoner Punkband Plastic Idols. 1980 erschien die erste 7" Another Miracle/Consider Museums as Concentration Camps. Das Hauptinstrument waren tragbare Kassettenrecorder und Kassetten mit Samples und Einspielungen. 1982 erschien eines der beständigsten Geheimtipp-Alben für die experimentelle Postpunk-Noise-Fraktion: Year one. Das Album wurde 2007, zusammen mit der ersten Single, remastered wiederveröffentlicht. Mit Tacky Souvenirs of Pre-Revolutionary America erschien 1986 ein Parodie-Album, bei dem vierzehn Popstücke mit der eigenen Musik als zweiter Spur begleitet wurden (overdubbed). Aufgenommen wurde das Album mit einem Vierspurrekorder, wahrscheinlich über ein einfaches Mikrofon. Das Album brachte der Band diverse Klagen wegen Verstößen gegen Urheberrechte ein. Culturcide sind auf diese Weise frühe Vorläufer von Shreds. Die Band besteht fast durchweg von 1980 bis heute. Mitunter wird die Band als Houstons Negativland bezeichnet. Ähnlichkeiten, besonders was den Kultstatus der Band betrifft, sind auch zur Band Flipper zu bemerken. Zuletzt erschien 2008 das Album Gigs for an Imaginary Audience.

## Stil
In Culturcides frühen Stücken wurde eine Korg Mini Pops Rhythmusbox verwendet. Dan Workman spielte eine Gibson Les Paul über einen Roland-Verstärker. Bill Loner spielte eine Gibson EB-3 und lieferte die Saxofonspuren. Auf Year One spielt er gelegentlich einen Arp Axxe. Jim Craine spielte einen EMS Synthi AKS. Seine Auflage war mit einem Audio-In ausgestattet, das ihm ermöglichte, externe Tonquellen zur Bearbeitung per Synthesizer zu verfremden. Normalerweise handelte es sich dabei um gesampelte Kassetten, die von Webb zusammengestellt wurden. Craine spielte gelegentlich auch einen Hagstrom 8-String Bass sowie einen modifizierten Arp Pro Soloist und lieferte Flötentracks für mindestens einen Year-One-Song. Zusätzliche elektronische Percussion wurde durch die Verwendung von sehr frühen Boss-Drum-Pad-Triggern bereitgestellt. Perry Webb lieferte nicht nur den Gesang, sondern stellte auch Tape-Loops zusammen, die dann verstärkt und über das hauseigene PA-System abgespielt wurden. Webb spielte bei Live-Auftritten zuweilen eine Telecaster-Kopie.

## Diskografie
- 1981: Reset (Split-Album mit Hiroshima Chair, Dogfood Production System)
- 1985: Year One (CIA Records)
- 1986: Tacky Souvenirs of Pre-Revolutionary America (kein Label)
- 1998: Home-Made Authority (Delayed Music)
- 2008: Gigs for an Imaginary Audience (kein Label)